# 파흐드 빈 압둘아지즈 알사우드
파흐드 빈 압둘아지즈 알사우드(아랍어: فهد بن عبد العزيز السعود, 1919년 3월 16일~2005년 8월 1일)는 제5대 사우디아라비아의 국왕(재위: 1982년 6월 13일~2005년 8월 1일)이다. 초대 사우디아라비아 국왕 이븐 사우드의 8번째 아들이다.